# Оруро (департман)
Оруро (шп. Oruro),  један је од девет департмана Вишенационалне Државе Боливије. Департман се налази на западу државе и граничи се са Чилеом. Покрива укупну површину од 53.588 км ² и има  490.612 становника (2010). 
Највећи град и административни центар департмана је истоимени град Оруро.
Департман је административно подјељен у 16 покрајина.

## Галерија
- Црквени празник у Оруру